# Capitalvision International Corporation
Capitalvision International Corporation  fue una empresa televisiva dedicada al ramo de producción de telenovelas hispanas en Miami, Estados Unidos y seriados de gran éxito internacional. Fue fundada por el empresario televisivo peruano José Enrique Crousillat en 1981. A principios de la década de 1990 junto con Telemundo  produjeron exitosas telenovelas hispanas como Angélica, mi vida, El magnate, Cadena braga, Marielena y Guadalupe. Fue filial del canal hispano Telemundo quien posee los derechos de exportación internacional de sus telenovelas. Luego de una corta carrera en el mercado televisivo la empresa cesó sus actividadades en 1994 y fue vendida a la cadena mexicana Televisa con asociación de la cadena Univision y fue renombrada Star Television. Así en 1994 produjerón la exitosa telenovela Morelia.

## Telenovelas y series producidas
- Angélica, mi vida (telenovela) 1988-1989
- El magnate (telenovela) 1989-1990
- Pobre diabla (telenovela) 1990-1991
- Corte tropical (comedia) 1990-1993
- Cadena braga (telenovela) 1991-1992
- Marielena (telenovela) 1992-1993
- Guadalupe (telenovela) 1993-1994
- Morelia (telenovela) 1995-1996 (Coproducida con Televisa y Univision)